# Shannen Doherty
Shannen Maria Doherty (12. dubna 1971 Memphis, Tennessee, USA – 13. července 2024 Malibu, Kalifornie) byla americká televizní herečka, nejznámější svou rolí Brendy Walsh v Beverly Hills 90210 (1990–1994) a BH90210 (2019) a rolí Prue Halliwell v seriálu Čarodějky (1998–2001).

## Životopis
Zřejmě již jako malá chtěla být herečkou, protože již v deseti letech debutovala v seriálu Father Murphy postavou Drussily Shannonové. Ve škole byla velmi pilná žačka, vždycky nosila dobré známky, ale byla velmi samotářská, jak sama řekla, vždy si raději hrávala sama, protože se více bavila, nikdy nevyhledávala větší skupinky. V skupinkách byla jen v kostele, když zpívala náboženské písně a prozradila, že byla v kostele velmi aktivní. Jinak všechen volný čas strávila s rodiči, zejména s otcem.

## Kariéra

### Začátky
V jedenácti letech zatoužila podobně jako jiné dívky v jejím věku hrát v seriálu Little House on the Prairie s Michaelem Landonem. Nakonec si ji Michael Landon všiml a zahrála si v pokračování seriálu: Little House: A New Beginning postavu Jenny Wilderové. Proslavila ji až role v seriálu Our House, kde hrála s Deidre Hallovou a Wilford Brimleyem. Stalo se tak v roce 1986. Rok předtím se objevila ve filmu Girls Just Want To Have Fun s Helen Hunt a Sarah Jessicou Parker. V roce 1989 si zahrála ve filmu Heathers s Winonou Ryder.

### Beverly Hills 90210
První velký úspěch přišel v roce 1990, kdy začala hrát jako 19letá v teenegerském seriálu Beverly Hills 90210 postavu Brendy Walshové. Zahrála si po boku Jasona Priestlyho, Luka Perryho a Tori Spelling. Díky bulváru se brzy stala mediálně známou a populární herečkou. V seriálu hrála čtyři roky, v roce 1994 jej chtěla z neznámých důvodů opustit. Některé zdroje tvrdí, že Shannen to už nebavilo, a aby přestala hrát, přicházela na natáčení se zpožděním, hádala se se štábem, ba dokonce prý před líbacími scénami snědla cibuli. Štáb to nevydržel a prostě ji vyhodili.

### Čarodějky
Další úspěšná role přišla v roce 1998, kdy se opět setkala s Aaron Spellingem, který jí nabídl postavu v mysteriózním seriálu Čarodějky.
Že příběh měl být o třech sestrách čarodějnicích, které bojují proti démonům a ochraňují lidi bez magických sil, Shannen řekla o konkurzu na tento seriály i své nejlepší kamarádce Holly Marie Combs, která nakonec dostala roli Piper. Shannen hrála v seriálu tři roky, pak jej zřejmě ze stejných důvodů, jako v Beverly Hills opustila. Alyssa Milano o tomto říká: „Pohádala se s každým, s kým mohla.“ Shannen v seriálu režírovala také tři díly. Seriál po jejím odchodu pokračoval dalšími pěti řadami, až do roku 2006.

### Další aktivity
Po této události se Shannen opět začala věnovat filmu. Hrála ve filmech Jay a Mlčenlivej Bob vrací úder, The Rendering (AKA: Portrait of Murder) Another Day, The Battle of Mary Kay a Night Light (AKA: View of Terror).
V roce 2003 se zúčastnila televizní show Beverly Hills 90210. The Reunion. Toto setkání bylo zaměřeno především na vzpomínky na seriál Beverly Hills 90210.
Hostovala v televizní relací Scare Tactics, konkrétně v první řadě a v druhé moderovala osm dílů, ale pak tuto show opustila.
V roce 2006 přijala nabídku televize Oxygen moderovat program Breaking Up With Shannen Doherty. V této relaci Shannen pomáhala mladým lidem vzpamatovat se z rozchodu a dát se do kupy.
V roce 2009 si zahrála ve třech dílech spin-offu Beverly Hills 90210, 90210: Nová generace. V roce 2010 se zúčastnila reality-show Dancing with the Stars. Jejím profesionálním tanečním partnerem byl Mark Ballas. Dvojice skončila na posledním místě a byla vyřazena v prvním kole.
V listopadu 2016 se připojila k obsazení seriálu Heathers.
V roce 2019 si znovu zopakovala roli Brendy Walsh v sequelu BH 90210, který měl premiéru dne 7. srpna 2019 na stanici Fox.

## Osobní život
V říjnu roku 1993 se provdala za Ashley Hamiltona, syna herce George Hamiltona. O rozvod zažádali v dubnu roku 1994. V roce 2002 se provdala za Ricka Salomona. Manželství bylo anulováno po devíti měsících.
Dne 15. října 2011 se v Malibu provdala za fotografa Kurta Iswarienka.
V roce 2015 jí byla diagnostikována rakovina prsu. V roce 2020 oznámila, že se jí po letech rakovina vrátila a je ve čtvrtém stádiu.

## Filmografie

### Film
| Rok           | Název                                     | Role                     | Poznámky         |
| ------------- | ----------------------------------------- | ------------------------ | ---------------- |
| 1982          | Tajemství N.I.M.H.                        | Teresa Brisby (hlas)     |                  |
| 1982          | Noční směna                               | Bluebird                 |                  |
| 1985          | Holky se chtějí bavit taky                | Maggie Malene            |                  |
| 1988          | Smrtící atrakce                           | Heather Duke             |                  |
| 1994          | Téměř mrtví                               | Katherine Roshak         |                  |
| 1994          | Bláznivá střela 33 a 1/3: Poslední trapas | Samu sebe                |                  |
| 1995          | Flákači                                   | Rene Mosier              |                  |
| 1997          | Zkurvená nuda                             | Val-Chick 2              |                  |
| 1999          | Zaujmi pózu                               | Gage Sullivan            |                  |
| 2001          | Jay a Mlčenlivej Bob vrací úder           | Samu sebe                |                  |
| 2010          | Burning Palms                             | Dr. Shelly               |                  |
| 2016          | Back in the Day                           | Maria                    |                  |
| 2017          | Bethany                                   | Susan                    | také producentka |
| bude oznámeno | Undateable John                           | Charlene                 |                  |
| bude oznámeno | How to Make a Deal with the Devil         | Ďábel                    |                  |
| bude oznámeno | Bukowski                                  | mladá Katherina Bukowski |                  |

### Televize
| Rok       | Název                                         | Role                          | Poznámky                                                                 |
| --------- | --------------------------------------------- | ----------------------------- | ------------------------------------------------------------------------ |
| 1981      | Father Murphy                                 | Drusilla Shannon              | díl: „By the Bear That Bit Me“ (1. a 2. část)                            |
| 1982      | The Phoenix                                   | malá dívka                    | díl: „One of Them“                                                       |
| 1982      | Voyagers!                                     | Betty Parris                  | díl: „Agents of Satan“                                                   |
| 1982–1983 | Little House on the Prairie                   | Jenny Wilder                  | hlavní role (9. řada)                                                    |
| 1983      | Little House: Look Back to Yesterday          | Jenny Wilder                  | TV film                                                                  |
| 1983      | Magnum, P.I.                                  | Ima Platt                     | díl: „A Sense of Debt“                                                   |
| 1984      | Airwolf                                       | Phoebe Danner                 | díl: „Bite of the Jackal“                                                |
| 1984      | Little House: The Last Farewell               | Jenny Wilder                  | TV film                                                                  |
| 1984      | Little House: Bless All The Dear Children     | Jenny Wilder                  | TV film                                                                  |
| 1985      | Robert Kennedy and His Times                  | Kathleen Kennedy              | minisérie                                                                |
| 1985      | The New Leave It to Beaver                    | Laurie                        | díl: „Steppin' Out                                                       |
| 1985      | The Other Lover                               | Alson Fielding                | TV film                                                                  |
| 1985      | Highway to Heaven                             | Shelley Fowler                | díl: „The Secret“                                                        |
| 1987      | Alf Loves a Mystery                           | Dáma v červeném               | TV film                                                                  |
| 1986–1988 | Our House                                     | Kris Witherspoon              | hlavní role                                                              |
| 1989      | Jump Street 21                                | Janine                        | díl: „Things We Said Today“                                              |
| 1990      | Life Goes On                                  | Ginny Green                   | díl: „Corky's Crush“                                                     |
| 1990–1994 | Beverly Hills 90210                           | Brenda Walsh                  | hlavní role (1.–4. řada)                                                 |
| 1991      | Forever Young                                 | dívka na párty                | TV film                                                                  |
| 1992      | The Secret of Lost Creek                      | Jeannie Fogle                 | hlavní role                                                              |
| 1992      | Posedlá                                       | Lorie Brindel                 | TV film                                                                  |
| 1993      | Freeze Frame                                  | Lindsay Scott                 | TV film                                                                  |
| 1993      | Saturday Night Live                           | Samu sebe / moderátorka       | 1 díl                                                                    |
| 1994      | Se zavázanýma očima                           | Madeleine Dalton              | TV film                                                                  |
| 1994      | Spalující vášeň – Příběh Margaret Mitchellové | Margaret Mitchell             | TV film                                                                  |
| 1994      | Útěk z vězení                                 | Angel Norton                  | TV film                                                                  |
| 1996      | Gone in the Night                             | Cyndi Dowaliby                | TV film                                                                  |
| 1997      | Friends 'Til the End                          | Heather Romley                | TV film                                                                  |
| 1997      | Noci s ďáblem                                 | Rebecca Dubrovich             | TV film                                                                  |
| 1997      | Los                                           | CeeCee Reicker                | TV film                                                                  |
| 1998–2001 | Čarodějky                                     | Prue Halliwell                | hlavní role (1.–3. řada), také režisérka(3 díly) a choreografka (2 díly) |
| 2000      | Satanova vyšší dívčí                          | Beth Hammersmith/Karen Oxford | TV film                                                                  |
| 2001      | Jiný den                                      | Kate                          | TV film, také výkonná producentka                                        |
| 2002      | The Rendering                                 | Sarah Reynolds                | TV film                                                                  |
| 2002      | Válka Mary Kay                                | Lexi Wilcox                   | TV film                                                                  |
| 2003      | Vyhlídka strachu                              | Celeste Timmerman             | TV film                                                                  |
| 2003      | Scare Tactics                                 | Samu sebe / moderátorka       |                                                                          |
| 2004–2005 | North Shore                                   | Alexandra Hudson              | vedlejší role, 11 dílů                                                   |
| 2005      | Stupeň 7: Konec světa                         | Faith Clavell                 | TV film                                                                  |
| 2005      | Láska, s.r.o.                                 | Denise Johnson                | nevysílaný pilotní díl                                                   |
| 2006      | Breaking Up with Shannen Doherty              | Samu sebe / moderátorka       | také výkonná producentka a scenáristka (2 díly)                          |
| 2007      | Vánoční loupež                                | Kate Dove                     | TV film                                                                  |
| 2008      | Sérum pravdy                                  | Marta                         | TV film                                                                  |
| 2008      | Ztracený poklad Aztéků                        | Susan Jordan                  | TV film                                                                  |
| 2008–2009 | 90210: Nová generace                          | Brenda Walsh                  | 7 dílů                                                                   |
| 2009      | Setkání s nebezpečím                          | Lori                          | TV film                                                                  |
| 2010      | Dancing with the Stars                        | Samu sebe / soutěžící         |                                                                          |
| 2010      | Growing the Big One                           | Emma Silber                   | TV film                                                                  |
| 2011      | Les Anges de la téléréalité                   | Samu sebe                     | 3. řada, I Love New York                                                 |
| 2012      | Mařenka, přemožitelka čarodějnic              | Mařenka                       | TV film                                                                  |
| 2012      | Shannen Says                                  | Samu sebe                     | hlavní role, také výkonná producentka                                    |
| 2012      | Úplně normální                                | Brenda Walsh / Samu sebe      | díl: „The XY Factor“                                                     |
| 2014      | All I Want for Christmas                      | Brenda Patterson              | TV film                                                                  |
| 2014      | Krvavé jezero: Útok zabijáckých mihulí        | Cate Parker                   | TV film                                                                  |
| 2015      | Off the Map with Shannen & Holly              | Samu sebe                     | hlavní role, také výkonná producentka                                    |
| 2016      | Rock in a Hard Place                          | Janice                        | neprodaný televizní pilot                                                |
| 2018      | No One Would Tell                             | Laura Collins                 | TV film                                                                  |
| 2018      | Heathers                                      | Paní Dean / Dr. Destiny       | 5 dílů                                                                   |
| 2019      | BH90210                                       | Herself/Brenda Walsh          | také producentka                                                         |
| 2019      | Riverdale                                     |                               | díl: „Chapter Fifty-Eight: In Memorium“                                  |